# Jacques Sinninghe
Jacques Rudolf Willem Sinninghe (1904 - 3 juni 1988) was een Nederlands verteller en verzamelaar van onder meer sagen en sprookjes.

## Loopbaan
Sinninghe begon zijn carrière als journalist maar werd vooral bekend door zijn publicaties van volksverhalen van Nederland. Hij gaf in 1933 het Noordbrabantsch Sagenboek uit, dat in de daarop volgende jaren werd gevolgd door een tiental andere regionale sagenboeken. In 1941 kwam hij in dienst van de Koninklijke Nederlandse Akademie van Wetenschappen. In 1942 werd Sinninghe bekroond door het nationaalsocialistische Departement van Volksvoorlichting en Kunsten, die hem de Folkloristische Prijs toekende voor zijn eerste zes sagenboeken. In datzelfde jaar gaf uitgeverij Elsevier, gesubsidieerd door het nationaalsocialistische Departement van Opvoeding, Wetenschap en Cultuurbescherming, zijn boek Vijftig Nederlandse sprookjes uit. De nationaalsocialistische uitgeverij De Schouw publiceerde in 1943 zijn Peer van 't Heike en Opstand in Brabant. In andere van hem in datzelfde jaar verschenen boeken was geen sprake van het publiceren in het licht van de nationaalsocialistische ideologie.
Eigen instituut
Na de Tweede Wereldoorlog raakte Sinninghe in de Nederlandse wetenschappelijke wereld in ongenade wegens zijn lidmaatschap van de Kultuurkamer en zijn culturele collaboratie. In 1955 richtte hij zijn eigen instituut op in Breda en bracht hij de collectie onder in de Stichting tot codificatie van de Nederlandse Volksverhalen. Sinninghe deponeerde in 1974 een deel van zijn collectie bij het Rijksarchief Zeeland, dat deel zou in 1998 aan het Meertens Instituut worden overgedragen. Het betreft hier kopieën van Vlaamse teksten. De Collectie Sinninghe herbergt zo'n 45.000 uitgetypte systeemkaarten en 29 verhuisdozen met verhalen, benevens een kleine collectie met bandopnamen van vertellers. Een deel van de collectie van Sinninghe wordt heden bewaard bij de Brabant-Collectie in de Universiteitsbibliotheek van de Universiteit van Tilburg, een deel bij het Meertens Instituut.